# Viktoria (skiva)
Viktoria är ett album av Maria Mena från 2011.

## Låtlista
1. «Viktoria»
2. «Homeless»
3. «The Art of Forgiveness»
4. «Habits»
5. «My Heart Still Beats»
6. «This Too Shall Pass»
7. «Takes One to Know One»
8. «Money»
9. «It Took Me By Surprise»
10. «Secrets»
11. «Am I Supposed to Apologize»